# Victoire Ingabire Umuhoza
Victoire Ingabire Umuhoza, née le 3 octobre 1968, est une femme politique rwandaise. Elle est  aux Pays-Bas durant le génocide et rentre au Rwanda en janvier 2010. Elle est la présidente des Forces démocratiques unifiées (FDU), parti d'opposition rwandais actif au Rwanda, en Europe et aux États-Unis. Elle a tenté de se présenter à l'élection présidentielle de 2010, mais son parti n'a pas été reconnu par les autorités. Détenue depuis octobre de cette même année 2010, elle a été jugée et condamnée à 15 ans de prison pour « conspiration contre les autorités par le terrorisme et la guerre, minimisation du génocide de 1994 et propagation de rumeurs dans l'intention d'inciter le public à la violence ». Elle est finalement libérée en septembre 2018, à la suite d'une décision de grâce présidentielle.

## Biographie

### Famille et études
Victoire Ingabire Umuhoza est mariée et mère de trois enfants. Après sa formation en droit commercial et comptabilité, en 1997, elle entreprend des études supérieures en économie commerciale et gestion des entreprises, aux Pays-Bas.

### Carrière
Elle commence sa carrière en s'engageant par une entreprise privée de dimension mondiale installée aux Pays-Bas, où elle est chargée de contrôler et coordonner les services comptables de 25 filiales installées en Europe, en Asie et en Afrique.
En avril 2009, elle démissionne de son poste pour se préparer à retourner dans son pays natal et contribuer à la reconstruction du pays. Dans son discours à Gisozi (Kigali Memorial) en date du 16 janvier 2010, elle souligne que ceux qui ont commis le génocide ainsi que ceux qui ont commis d'autres crimes de guerre et crimes contre l'humanité doivent être traduits devant la justice. Elle est alors arrêtée et jugée pour propos révisionnistes. Elle est remise en liberté le lendemain sous contrôle judiciaire, avec l'interdiction de quitter Kigali en attendant son procès. Elle est arrêtée à nouveau le 14 octobre 2010 pour « organisation d'un groupe terroriste ».
Surnommée par ses partisans, la « Aung San Suu Kyi rwandaise », Victoire Ingabire Umuhoza est, depuis 1997, engagée dans une lutte démocratique dont le but est d’instaurer dans son pays, le Rwanda, un État de droit respectueux des standards démocratiques internationaux, autour des idées politiques qu’ils partagent et non sur la base de l’ethnie ou de la région d’origine.
En 1997, elle adhère au Rassemblement Républicain pour la Démocratie au Rwanda, un parti politique de l’opposition démocratique. Un an plus tard, elle devient Présidente de la section Pays-Bas du RDR. En 2000, elle est nommée présidente du RDR au niveau international. Elle amène son parti à s'affirmer et à condamner le génocide en cours.
De 2003 à 2006, elle assume la présidence de l’Union des Forces Démocratiques Rwandaises (UFDR), une plateforme regroupant des formations politiques d’opposition, et dont le RDR est un membre actif.

### Le rassemblement de toute l’opposition démocratique
Le parcours politique de Victoire Ingabire Umuhoza est marqué par la recherche du rassemblement de l’opposition démocratique rwandaise. À part quelques mouvements faibles opérant dans le pays, celle-ci n’existe véritablement qu’au sein de la diaspora. Elle a joué un rôle prépondérant dans le rassemblement de cette opposition : 
- En novembre 2004, elle organise à Amsterdam, aux Pays-Bas, une conférence de toutes les organisations politiques et de toutes les structures représentatives de la société civile de la région des Grands Lacs. [réf. nécessaire]

- En octobre 2005, elle initie des multiples contacts avec toutes les organisations politiques de l’opposition rwandaise et effectue une série de rencontres avec les organisations de la société civile rwandaise, à l’issue desquels un front commun contre le régime de Paul Kagame est créé. [réf. nécessaire]

- Depuis avril 2006, elle est la présidente des Forces Démocratiques Unifiés (FDU-Inkingi), une formation politique née de l'intégration des trois partis politiques : Alliance démocratique rwandaise (ADR-Isangano), Forces de résistance pour la démocratie (FRD) et du RDR et de l'adhésion individuelle d'autres personnalités politiques.

Elle est, par le bureau politique de son parti, candidate officielle du parti FDU à l’élection présidentielle de 2010. Le régime ne reconnaît pas sa formation politique, l'empêchant ainsi de concourir. Et, pour avoir exigé l'ouverture démocratique, la poursuite en justice des crimes de guerre et crimes contre l'humanité commis par des membres de la junte du FPR, la reconnaissance de la souffrance et le droit à la mémoire de toutes les victimes des crimes contre l'humanité et de génocide, elle est incarcérée le 14 octobre 2010, après plusieurs mois en résidence surveillée. Son procès s'ouvre en mai 2011. Le 25 avril 2012, la prison à perpétuité est requise contre Victoire Ingabire. Elle a été jugée et condamnée à 8 ans puis à 15 ans de prison pour « conspiration contre les autorités par le terrorisme et la guerre, minimisation du génocide de 1994 et propagation de rumeurs dans l'intention d'inciter le public à la violence ». La Cour a cependant confirmé le verdict d'acquittement pour « propagation de l'idéologie de génocide » et « mise en place d'un groupe armé », estimant que « les preuves disponibles n'étaient pas suffisantes pour condamner ». Le parquet avait requis vingt-cinq ans de prison en appel. Le verdict n'a pas surpris Boniface Twagirimana, vice-président des Forces démocratiques unifiées (FDU), le parti dont Victoire Ingabire est la présidente : « La plupart de nos membres sont en prison. Nous n'allons pas abandonner le combat »
. Elle est finalement libérée huit ans plus tard, le 15 septembre 2018, à la suite d'une décision de grâce du président Paul Kagame. Le 13 mars 2024, Victoire Ingabire n'est pas autorisée à se présenter à l'élection présidentielle du 15 juillet 2024, après une décision de la Haute Cour de Nyamirambo,.

## Action politique orientée vers l’amélioration de la vie quotidienne
Elle est à l'origine de propositions de réformes qui visent à changer la vie quotidienne des Rwandais et leur rapport à la politique, notamment par la création d’une commission « Vérité, Justice et Réconciliation » pour aider les Rwandais à s’acheminer vers une véritable réconciliation, la mise en place d’une commission non politique chargée de l’écriture et l’interprétation de l’histoire du Rwanda, l’adoption d’une loi consacrant le droit à la propriété privée et la protection des plus faibles, la garantie par la loi d’un accès égal de tous les citoyens aux moyens de production, au crédit et à l’emploi.
Elle a activement participé au déroulement du projet de Dialogue Inter Rwandais (DIR) en 2004, 2006 et avril–mai 2009 sous les auspices d'un candidat au prix Nobel de la paix, avec l’appui du Prix Nobel Adolfo Pérez Esquivel et du vice-président de l’Initiative de l’Alliance des Civilisations, Federico Mayor Zaragoza.

## Implication en faveur du milieu associatif
Elle est membre fondatrice de plusieurs associations et fondations :
- L’Association Contact, Dialogue et Actions Caritatives (CODAC) qui a pour objectif de soutenir moralement, juridiquement et matériellement les ressortissants de la région des Grands Lacs aux Pays–Bas ou dans leur région.

- L’Association URAHO des femmes réfugiées Rwandaises aux Pays–Bas, chargée de sortir les femmes rwandaises de l’isolement et de les aider à s’intégrer dans la société néerlandaise, d’assister les enfants non accompagnés et les demandeurs d’asile.

- La Fondation PROJUSTITIA-Rwanda, qui se donne pour objectif de lutter en faveur d’une justice équitable pour toutes les victimes de la tragédie rwandaise.

- HARAMBE, plateforme des associations de femmes africaines aux Pays-Bas chargée de promouvoir le développement des femmes africaines sur le continent

- Membre du comité exécutif de ZWALU, une plateforme qui regroupe les associations de femmes étrangères aux Pays-Bas pour promouvoir leur émancipation.

## Publications et articles
Auteur de nombreux articles et publications, elle a adressé plusieurs memoranda au Conseil de sécurité, à l’Union européenne, à l’Union africaine et à différents Chefs d’États, et tenu des conférences sur la situation socio-politique et économique de son pays et celle de la région des Grands Lacs.
- Quelle perspective pour la paix en Afrique centrale, 2001
- La justice internationale face à la crise rwandaise, 2002
- Conflits dans la région des Grands Lacs d’Afrique : Origine et Propositions de Solutions, 2003
- [PDF] La Réconciliation nationale comme préalable à la Sécurité et à la Paix durables au Rwanda et dans les pays des Grands Lacs de l’Afrique, 2004
- [PDF] Les crimes en Afrique centrale : Rwanda: soif de justice
- Plaidoyer pour une véritable réconciliation nationale au Rwanda, préalable à la paix durable, 2005.
- Quelle justice pour les victimes de la tragédie rwandaise?, 2007